# Liriomyza pectinimentula
Liriomyza pectinimentula este o specie de muște din genul Liriomyza, familia Agromyzidae, descrisă de Mitsuhiro Sasakawa în anul 2005.
Este endemică în El Salvador. Conform Catalogue of Life specia Liriomyza pectinimentula nu are subspecii cunoscute.